# Župnija Prevalje
Župnija Prevalje je rimskokatoliška teritorialna župnija dekanije Dravograd-Mežiška dolina koroškega naddekanata, ki je del nadškofije Maribor.
Najstarejši pisni vir o cerkvi Device Marije na jezeru izhaja iz leta 1335. Prvotno romansko cerkev so leta 1890 podrli in postavili sedanjo, ki je ob svoji stoti obletnici doživela temeljito prenovo. Tloris sedanje cerkve ima glavno in dve stranski ladji z oltarjem sv. Križa in Srca Jezusovega. Notranjščina je v celoti poslikana (1897), avtor slikarij žal ni znan. Glavni oltar Marijinega vnebovzetja je bogat izdelek umetnega mizarstva, ki se naslanja na renesanso. 

## Sakralni objekti
- Cerkev sv. Marije Vnebovzete, Prevalje (župnijska cerkev)
- cerkev sv. Barbare, Zagrad
- Cerkev sv. Ane, Leše
- Cerkev sv. Bolfenka, Leše
- Cerkev sv. Janeza Krstnika, Poljana
- Cerkev sv. Kozme in Damijana, Stražišče